# Rennera eenii
Rennera eenii là một loài thực vật có hoa trong họ Cúc. Loài này được (S.Moore) Källersjö miêu tả khoa học đầu tiên năm 1988.